# Métro léger de Pittsburgh
Le Métro léger de Pittsburgh (également surnommé "The T") est le réseau de tramways de la ville de Pittsburgh, aux États-Unis. Ouvert le 15 avril 1984, il comporte actuellement deux lignes : la "Blue Line" et la "Red Line".